# Martti Miettunen
Martti Johannes Miettunen (17 de abril de 1907 - 19 de janeiro de 2002), foi um político na Finlândia. Foi primeiro-ministro em 1961-1962 e 1975-1977.
Miettunen nasceu em Simo, na Finlândia. Foi governador da província da Laplandia de 1958 a 1973.
Faleceu em 2002, com 94 anos, no hospital militar de Kauniainen, perto de Helsínquia.